# Jonathan Demme
Jonathan Demme [uitspraak: 'dɛmi] (Baldwin (New York), 22 februari 1944 – New York, 26 april 2017) was een Amerikaans filmregisseur, producer en scenarioschrijver. Demme won de Academy Award voor Beste Regisseur voor The Silence of the Lambs in 1991.

## Carrière
Demme leerde het vak van regisseur toen hij werkte voor B-filmproducent Roger Corman van 1971 tot 1976. Hij schreef en produceerde mee aan Angels Hard as They Come (1971) en The Hot Box (1972). Hij begon vervolgens zelf te regisseren, met drie films (Caged Heat uit 1974, Crazy Mama uit 1975 en Fighting Mad uit 1976) voor Cormans studio New World Pictures. Na Fighting Mad regisseerde Demme de komedie Citizens Band (1977) voor Paramount Pictures. De film werd door recensenten goed beoordeeld, maar er werd weinig reclame voor gemaakt en hij werd daardoor slecht bezocht.
Demmes volgende film, Melvin and Howard (1980), kreeg geen grote première, maar kreeg wel een vloedgolf van goede recensies over zich heen en dat leidde tot Demmes regie van Goldie Hawn en Kurt Russell in de film Swing Shift. Het werd een onrustige productie als gevolg van de tegenstrijdige visies van Demme en ster Hawn. Demme was uiteindelijk niet blij met het eindproduct, en toen de film in mei 1984 uitkwam, werd hij genegeerd door de bioscoopbezoeker. Na Swing Shift deed Demme een stap terug uit Hollywood om Stop Making Sense (1984), Something Wild (1986), Swimming to Cambodia (1987) en Married to the Mob met Michelle Pfeiffer en Alec Baldwin (1988) te maken.
In 1991 won Demme de Academy Award (Oscar ) voor The Silence of the Lambs. Daarmee is de film slechts een van de drie films die alle belangrijke categorieën (Beste Film, Beste Regisseur, Beste Scenario, Beste Acteur en Beste Actrice) won. Demme volgde op met het aidsdrama Philadelphia, dat een Oscar ontving voor Beste Acteur (Tom Hanks).
Daarna maakte Demme een bewerking van Toni Morrisons Beloved (1998) en een remake van twee populaire films: The Truth About Charlie (2002) – een remake van Charade (1963) met Mark Wahlberg in de rol die Cary Grant speelde in het origineel – en The Manchurian Candidate (2004), met Denzel Washington en Meryl Streep.
Demmes volgende film Man from Plains (2007), een documentaire over de promotietournee van het boek Palestine: Peace not Apartheid van de voormalige Amerikaanse president Jimmy Carter, ging in première op  de filmfestivals van Venetië en Toronto.
In 2008 werd de filmhuishit Rachel Getting Married uitgebracht. Veel recensenten vergeleken die film met Demmes films uit de late jaren 70 en 80. De film werd opgenomen in veel lijsten van de beste films uit 2008 en ontving vele prijzen en nominaties, waaronder een Academy Award-nominatie voor Beste Actrice (Anne Hathaway). Demme maakte zijn eerste uitstapje naar het theater in 2010 met het regisseren van Family Week, een toneelstuk van Beth Henley. Het stuk werd geproduceerd door MCC Theater en co-ster Rosemarie DeWitt en Sarah Jones.
In 2015 werd er kanker bij hem geconstateerd, waaraan hij op 26 april 2017 overleed.

## Films
- Caged Heat (1974)
- Crazy Mama (1975)
- Fighting Mad (1976)
- Citizens Band (1977)
- Last Embrace (1979)
- Melvin and Howard (1980)
- Swing Shift (1984)

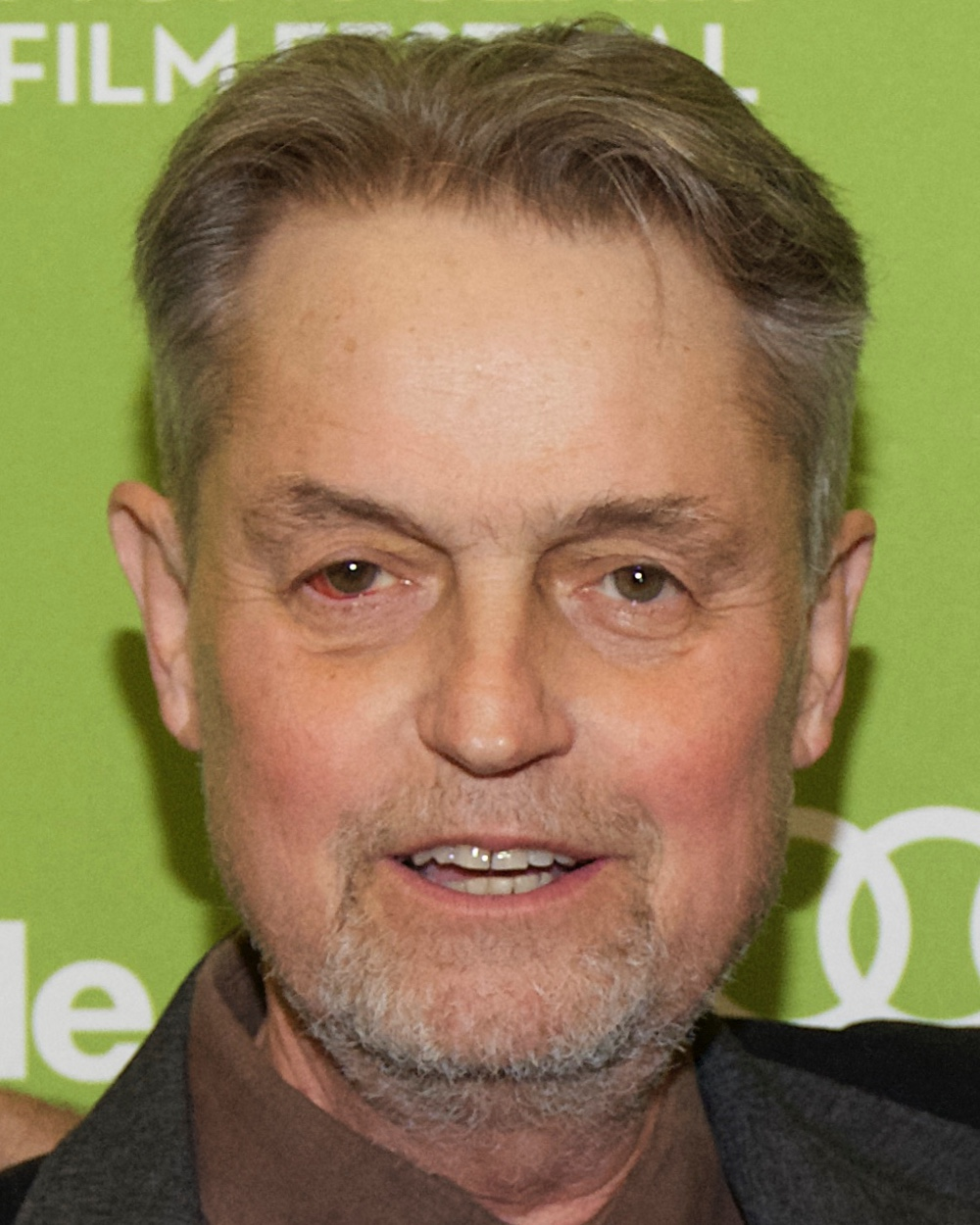
Jonathan Demme in 2015

- Stop Making Sense (Talking Heads-concertfilm) (1984)
- Something Wild (1986)
- Swimming to Cambodia (1987)
- Married to the Mob (1988)
- The Silence of the Lambs (1991)
- Philadelphia (1993)
- Beloved (1998)
- The Truth About Charlie (2002)
- The Agronomist (2003)
- The Manchurian Candidate (2004)
- Neil Young: Heart of Gold (2006)
- Rachel Getting Married (2008)
- Neil Young Trunk Show (2009)
- Neil Young Journeys (2012)
- A Master Builder (2013)
- Ricki and the Flash  (2015)

- Bibsys: 98047306
- Biblioteca Nacional de España: XX1295897
- Bibliothèque nationale de France: cb13940375p (data)
- CiNii: DA09248060
- Gemeinsame Normdatei: 119119374
- International Standard Name Identifier: 0000 0001 2141 8957
- Library of Congress Control Number: n88230307
- MusicBrainz: d5563742-bec6-4f58-8db6-3ba276a5e3fa
- Nationale Bibliotheek van Tsjechië: ola2002161457
- Nationale bibliotheek van Australië: 35830669
- Nationale Bibliotheek van Israël: 987007428877105171
- Nationale Bibliotheek van Polen: a0000001610557
- Nederlandse Thesaurus van Auteursnamen: 072818883
- Réseau des bibliothèques de Suisse occidentale: 02-A005680355
- Istituto Centrale per il Catalogo Unico: RAVV092478
- SNAC: w6891cr6
- Système universitaire de documentation: 078777054
- Trove: 1107088
- Virtual International Authority File: 84977149
- WorldCat: E39PBJmxVFW6dMXrkwcyhXTGpP